# رونالدو كيادو
رونالدو كيادو (أنابوليس، 25 سبتمبر 1949) سياسي برازيلي. وهو طبيب عظام تدرب في كلية الطب والجراحة في ريو دي جانيرو، وهو من عائلة مالكة أراضي وسياسيين من غوياس. هو حفيد أنطونيو راموس كيادو. شغل كايادو منصب رئيس مجلس إدارة الاتحاد الديمقراطي الريفي في أواخر الثمانينيات (1986-1989)، وهي منظمة تهدف إلى الدفاع عن مصالح ملاك الأراضي.

## السياسة
ترشح كايادو للرئاسة مع الحزب الديمقراطي الاجتماعي في الانتخابات الرئاسية البرازيلية عام 1989، وحصل على 0.68٪ من الأصوات. تم انتخابه نائباً فيدرالياً عن غوياس في عام 1990. ترشح لمنصب حاكم غوياس في عام 1994 وحصل على المركز الثالث بنسبة 23.18٪ من الأصوات.
أعيد انتخاب كايدو نائبًا فيدراليًا على التوالي في أعوام 1998 و2002 و2006 و2010. في عام 2014 انتُخب عضوًا في مجلس الشيوخ ومن 1 فبراير 2015 إلى 1 يناير 2019 كان زعيم مقاعد الديمقراطيون في مجلس الشيوخ.
في انتخابات أكتوبر 2018 ترشح رونالدو كايادو لمنصب حاكم ولاية غوياس بجانب نائبه لينكولن تيجوتا. حصل على 1.773.185 صوتًا (59.73٪ من الأصوات الصحيحة) وانتخب في الجولة الأولى بفوزه على دانيال فيليلا من الحركة الديمقراطية البرازيلية بأغلبية 479.180 صوتًا (16،14٪ من الأصوات الصحيحة).
غالبًا ما ينتقد رونالدو كايادو السياسي اليميني حكومة حزب العمال الحالية في خطاباته. في عام 2014 تم انتخابه عضوًا في مجلس الشيوخ عن ولاية غوياس بأغلبية 1،283،665 صوتًا.

## الخلافات
في 31 مارس 2015 نشر السناتور السابق من الديمقراطيون ديموستينيس توريس ، مقالًا في صحيفة غوياس زعم فيها أن رونالدو كايادو قد تحمل نفقات حملات 2002 و2006 و2010 بتمويل من مخطط كارلينهوس كاشويرا. نفى كايادو هذه المزاعم مشيرًا إلى أن ديموستينيس «لديه سلوك نموذجي لمريض نفسي» وأن السناتور السابق كان يحاول العودة إلى كايادو، حيث دعم الأخير عملية عزل توريس في عام 2012.